# یواس‌اس اویلت (اف‌اف-۱۰۷۷)
یواس‌اس اویلت (اف‌اف-۱۰۷۷) (به انگلیسی: USS Ouellet (FF-1077)) یک کشتی بود که طول آن ۴۳۸ فوت (۱۳۴ متر) بود. این کشتی در سال ۱۹۷۰ ساخته شد.